# سيردار دينيز
سردار دينيز (بالتركية: Serdar Deniz)‏ ممثل تركي، مواليد 18 أبريل 1969 في أنقرة، تركيا. تخرج سردار من المعهد الموسيقي الألماني «مسرح دير كيلر» في عام 1998. بعد عودته لتركيا مثّل في العديد من الأفلام والمسلسلات التلفزيونية. وهو معروف بشكل خاص بدور الوسيم في مسلسل وادي الذئاب. وشخصية تيتوس في مسلسل قيامة أرطغرل. بالإضافة إلى ذلك، عمل سردار دينيز في مسرح دوست في 1990-1998 وفي المسرح الوطني في 1994-1995.

## المسلسلات التلفزيونية
2014 : قيامة ارطغرل - تيتوس
2009 : وادي الذئاب - ليفانت بوزكلار
2006 : مدرسة الشهرة - دينيز
2005 : Bendeniz Aysel - سلجوق
2003 : حريم السلطان - إبراهيم باشا
2003 : المرأة الغربية - بيتو
2019 : عاصمة عبدالحميد - ادوارد جوريس